# Ієрархічне керування носіями
Ієрархічне керування носіями (англ. Hierarchical Storage Management, HSM) — технологія зберігання даних, яка дозволяє автоматично розподіляти дані між швидкими (дорогими) і повільними (дешевими) накопичувачами (англ. tiering, тірінг). Системи з HSM зберігають основну масу даних на повільних пристроях великого об'єму, використовуючи більш швидкі накопичувачі як основний майданчик запуску процесів.
Зазвичай часто використовувані дані зберігаються на масивах твердих дисків, ті ж, що не вимагаються тривалий час (як правило — кілька місяців), видаляються з них і залишаються тільки на повільній частині системи. Коли користувач запитує файл, що знаходиться на магнітній стрічці, він переписується знову на жорсткий диск. Перевагою такого підходу є те, що загальний обсяг доступних даних може сильно перевищувати обсяг швидких носіїв, але через те, що на повільних стрічках розташовуються рідко запитувані файли, більшість користувачів не помітять падіння швидкості.
Вперше ієрархічне керування носіями було реалізовано фірмою IBM в мейнфреймах з метою здешевити зберігання даних і спростити доступ до повільних носіїв інформації. Користувачеві системи не потрібно знати, де зберігається потрібна йому інформація і як її отримати з того чи іншого накопичувача: система автоматично знайде необхідний накопичувач і файли на ньому. Єдине, що може помітити користувач — різну швидкість отримання даних.
Пізніше IBM впровадила цю технологію на AIX та інші UNIX-подібні операційні системи, такі як Solaris, HP-UX і GNU/Linux.
Впровадження жорстких дисків SATA дозволило створити значний ринок триступеневих ієрархічних систем накопичувачів: файли з мережі зберігання даних через високопродуктивний канал Fibre Channel копіюються на менш швидкі і менш дорогі масиви дисків SATA, обсяг яких може досягати декількох терабайт, а згодом — на магнітну стрічку.
Ієрархічна система носіїв аналогічна принципу кешування оперативної пам'яті у сучасних мікропроцесорах: невелика, але дуже швидкісна статична пам'ять (SRAM) для зберігання поточних даних, і велика, але досить повільна (у порівнянні з кешем) динамічна оперативна пам'ять.
Варіантом застосування технології HSM є Smart Response Technology з переміщенням даних з НЖМД на SSD.
Керування носіями виконується спеціалізованим програмним забезпеченням.[яким?]